# (13608) Andosatoru
(13608) Andosatoru est un astéroïde de la ceinture principale.

## Description
(13608) Andosatoru est un astéroïde de la ceinture principale. Il fut découvert le 2 octobre 1994 à Kitami par Kin Endate et Kazuro Watanabe. Il présente une orbite caractérisée par un demi-grand axe de 2,35 UA, une excentricité de 0,15 et une inclinaison de 7,1° par rapport à l'écliptique.

## Compléments